# Dorfkirche Blumenow

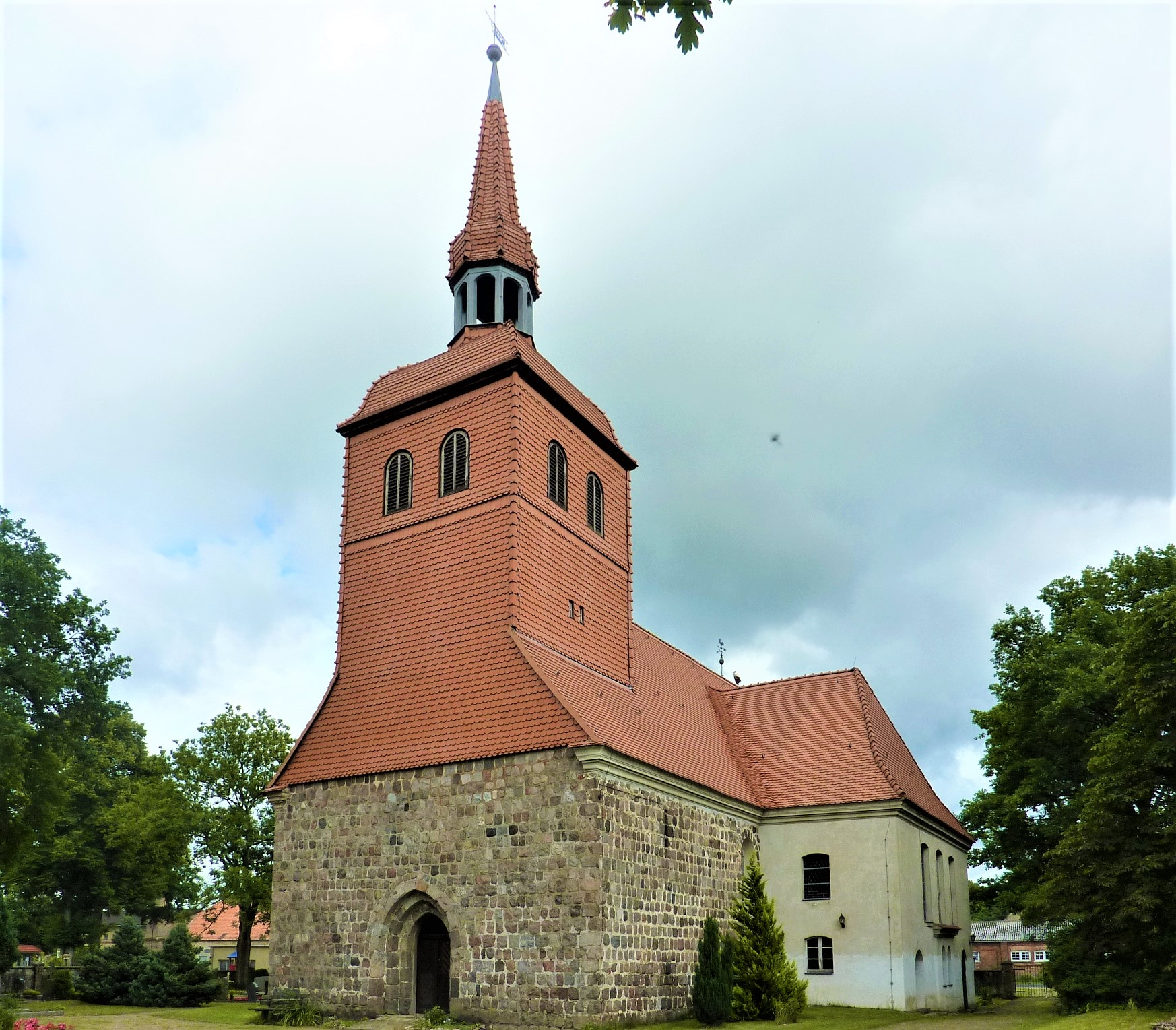
Dorfkirche Blumenow

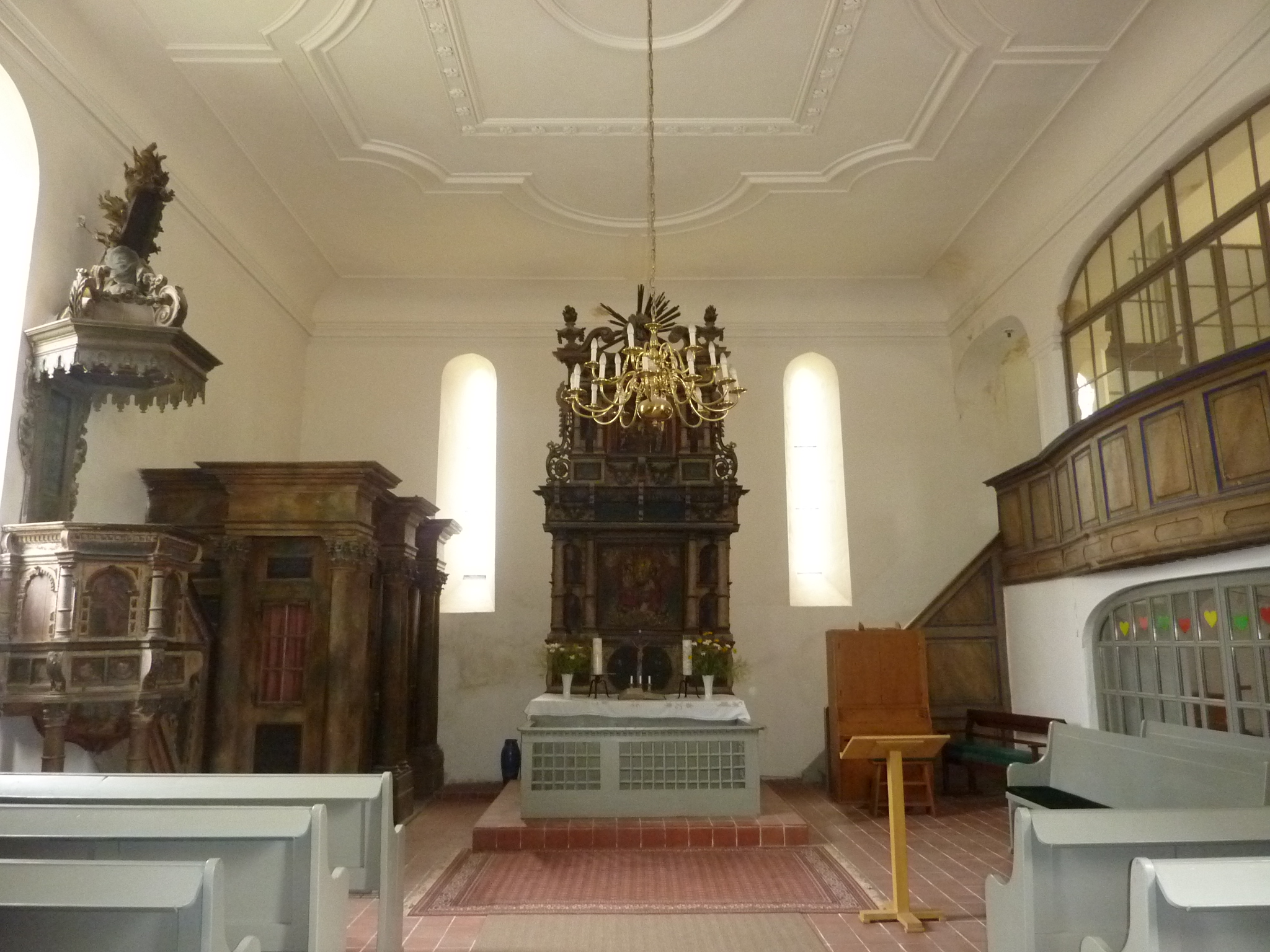
Blick zum Altar

Die Dorfkirche in Blumenow (ein Ortsteil der Stadt Fürstenberg/Havel) im Landkreis Oberhavel (Brandenburg) ist ein frühgotisches Kirchengebäude aus der zweiten Hälfte des 13. Jahrhunderts und eingetragenes Baudenkmal. Sie  gehört zur Kirchengemeinde Tornow-Marienthal im Kirchenkreis Oberes Havelland der Evangelischen Kirche Berlin-Brandenburg-schlesische Oberlausitz.

## Geschichte und Architektur
Das Kirchengebäude ist ein rechteckiger Feldsteinbau mit einer Sakristei an der Nordwand (im Chorbereich) und einem Westquerturm, der zwar in der Baustruktur angelegt, aber im Mittelalter nicht in die Höhe ausgeführt wurde. Sie wurde aufgrund der Mauerwerksausführung und der Stilelemente in der zweiten Hälfte des 13. Jahrhunderts errichtet. Der quadratische Turmaufsatz stammt aus dem Jahr 1716 bzw. das heutige Erscheinungsbild mit welscher Haube und hoher Laterne von einer Erneuerung 1912. An der Südwand des Kirchenbaus wurde vermutlich im 18. Jahrhundert eine, heute verputzte, repräsentative, zweigeschossige Patronatsloge angebaut. In der Westseite hat sich das ursprüngliche, dreifach gestufte, spitzbogige Westportal mit Begleitschicht erhalten. Dagegen wurden die Portale auf den Langseiten der Kirche zugesetzt. Zum ursprünglichen Bestand gehören auch drei Lanzettfenster in der Ostseite. Die übrigen Fenster wurde in der Barockzeit verändert. Das Innere des Schiffes besitzt eine Voutendecke mit Rahmenteilung von 1912. Im Inneren der Kirche befindet sich an der Nordwand ein stuckiertes Feld von 1717 mit den Wappen der Gutsbesitzerfamilie v. Oertzen und der v. Treskow. Die hölzerne Westempore stammt aus der ersten Hälfte des 17. Jahrhunderts und zeigt emblematische Malereien an der Brüstung. Die Patronatsloge öffnet sich durch drei korbbogige Öffnungen zum Schiff; sie sind verglast. Das Gratgewölbe im Untergeschoss des Turms datiert von 1912.

## Ausstattung
Die Kirchenausstattung umfasst in einem „hamonischen Miteinander“ verschiedene Stilepochen von der Spätgotik über Renaissance bis zum Spätbarock. Der hölzerne Altaraufsatz aus der ersten Hälfte des 17. Jahrhunderts wurde 1945 beschädigt. Es handelt sich um einen zweigeschossigen Aufbau mit Doppelsäulen. Seitlich der Predella sind Gemälde der vier Evangelisten angebracht. Im Hauptgeschoss und im Auszug befinden sich Reliefs der Heiligen Dreifaltigkeit und der Kreuzigung. Der Aufsatz schließt oben mit Strahlenglorie und Flammenvasen vom Ende des 18. Jahrhunderts ab. Die heute sichtbare Farbfassung geht auf diesen Umbau zurück. Zwischen den Säulen waren früher Apostel und Heilige aus dem späten 15. Jahrhundert aufgestellt; sie wurden aus Sicherheitsgründen entfernt und werden unter Verschluss gehalten. Die Taube als Symbol des Heiligen Geistes ist verloren. Die geschnitzte, hölzerne Kanzel stammt aus dem Anfang des 17. Jahrhunderts. Der polygonale Kanzelkorb ruht auf drei Säulen. Die Felder der Brüstung sind mit Bildern der Evangelisten bemalt, darunter befinden sich Engelsköpfe. Der Schalldeckel aus dem Spätbarock ist mit den Gesetzestafeln bekrönt, die auf einem Flammenkranz aus umgebenden Wolken umrahmt werden; er stammt aus dem 18. Jahrhundert. Als weiteres Ausstattungsstück befindet sich ein Pastorenstuhl in der Kirche. Die Türblätter sind mit Bildern des bußfertigen Zöllners und David mit der Harfe bemalt. Der Erhaltungszustand der Kirchenausstattung ist schlecht; es kam zu Holz- und Bemalungsverlusten sowie Fassungsabhebungen. Der Förderkreis Alte Kirchen Berlin-Brandenburg setzt sich im Jahr 2022 für eine Sanierung ein.
Die Orgel ist ein Werk von Felix Grüneberg aus dem Jahr 1907 mit fünf Registern auf einem Manual und Pedal.